# Фонтанела-Оцино (Бјела)
Фонтанела-Оцино је насеље у Италији у округу Бијела, региону Пијемонт.
Према процени из 2011. у насељу је живело 444 становника. Насеље се налази на надморској висини од 461 м.